# Дом священника (балет)
«Дом священника... Балет для жизни» (фр. Le Presbytère... Ballet for Life) — одноактный балет хореографа Мориса Бежара на музыку группы Queen и Вольфганга Амадея Моцарта в оформлении модельера Джанни Версаче. Балет «посвящается тем, кто умер раньше своего времени» (англ. dedicated to all those who died before their time) — в первую очередь, имеются в виду певец, солист группы Queen Фредди Меркьюри и танцовщик, солист «Балета XX века» Хорхе Донн.
В балете затрагиваются темы любви, секса, гомосексуальных отношений, СПИДа и смерти. Эпиграфом к спектаклю служат фраза из романа Гастона Леру «Тайна жёлтой комнаты» Le presbytère n'a rien perdu de son charme ni le jardin de son éclat («Дом священника ничуть не потерял своего очарования, а сад — яркости красок»). В названии зашифрован адрес, по которому в Лозанне, позади театра Больё расположено здание, где базируются труппа и школа Мориса Бежара — улица Священника (Chemin du Presbytère), дом № 12.
Премьера состоялась 17 января 1997 года в Париже, на сцене Национального театра Шайо в присутствии музыкантов группы Queen а также певца Элтона Джона. Главные партии исполняли танцовщики Жиль Роман, Кэтрин Брэдни, Коэн Онция, Кристин Блан, Юши Кобаяси, Доменико Левре и другие артисты «Балета Бежара». В том же году запись балета была выпущена на DVD (режиссёр Дэвид Мэллет); при этом для видеоверсии из спектакля были изъяты некоторые номера.
В июне 2005 году Морис Бежар включил фрагменты из балета в свой новый спектакль «Любовь — Танец» (L’Amour — La Danse), 30 мая — 4 июня 2006 года спектакль был возобновлён к 300-му представлению на сцене театра Больё.

## Музыка
В спектакле используются следующие песни группы Queen и фрагменты из произведений Вольфганга Амадея Моцарта:
- It's a Beautiful Day из альбома Made in Heaven
- Time
- Let Me Live
- Heaven for Everyone
- I Was Born to Love You
- «Так поступают все», K. 588
- A Kind of Magic
- «Тамос, царь Египта[англ.]», К. 345/336a
- Get Down, Make Love из альбома News of the World
- Анданте из Фортепианного концерта № 21, К. 467
- You Take my Breath Away из альбома A Day at the Races
- Погребальная масонская музыка[англ.], К. 477/479а
- Концертная симфония для скрипки и альта с оркестром[англ.], К. 364/320d
- Radio Ga Ga
- A Winter’s Tale
- The Great Pretender
- The Millionaire Waltz из альбома A Day at the Races
- Гитарное соло Брайана Мэя из песни Brighton Rock
- Bohemian Rhapsody
- I Want to Break Free
- The Show Must Go On